# داوور کوس
داوور کوس (انگلیسی: Davor Kus؛ زادهٔ ۲۱ ژوئیهٔ ۱۹۷۸) بازیکن بسکتبال اهل کرواسی است.
از باشگاه‌هایی که در آن بازی کرده‌است می‌توان به سیبونا زاگرب اشاره کرد.